# Enlèvement à l'université de Greenfield
L'enlèvement à l'université de Greenfield est un enlèvement survenu au Nigeria le 20 avril 2021 lorsqu'au moins 23 étudiants et membres du personnel ont été enlevés dans le village de Kasarami, dans la zone de gouvernement local de Chikun, dans l'État de Kaduna, lors d'une attaque par des bandits armés présumés à l'université de Greenfield (en). 
Il s'agit du quatrième enlèvement au Nigeria dans une institution universitaire en 2021 et du cinquième depuis décembre 2020, cinq semaines et six jours après l'enlèvement de Kaduna lors duquel 39 étudiants ont été enlevés.